# Premio Noma de publicación en África
El Premio Noma de publicación en África (fr: Le Prix Noma de publicación en Afrique) fue un premio anual panafricano entregado entre 1980 y 2009 dotado con 10.000 dólares. El premio estaba destinado a autores y autoras de literatura africana -con atención especial a la literatura infantil y juvenil- y trabajos científicos u académicos publicados en África.
El premio se destacó como el primer premio otorgado a un escritor africano, publicado en África por un sello indígena africano.
Durante sus treinta años de historia se destacaron con el premio 180 títulos, incluyendo además de los títulos premiados los que lograron mención especial. Se admitían libros en todas las lenguas utilizadas en África. Se premiaron obras en afrikáans, inglés, francés, kikuyu, portugués y swajili. También citaron títulos en otros 5 idiomas: árabe, hausa, ndebele, shona y yoruba.

## Historia del premio
El premio fue creado en 1979 por Shoichi Noma presidente de Kodansha Ltd, la editorial más grande de Japón, para fomentar la publicación de obras de autores africanos. Shoichi Noma se había preocupado especialmente en la promoción activa de la lectura y la publicación de libros de países en desarrollo para estrechar la brecha entre Norte y Sur. A la muerte de Shoichi Noma en 1984 fue su hija Sawako Noma, quien asumió la presidencia de la editorial y continuó con el premio hasta 2009, año en el que se entregó por última vez y correspondió a la novelista nigeriana Sefi Atta por Lawless and Other Stories. El premio fue patrocinado por Kodansha Ltd., administrado por el trimestral Africana Book Publishing Record.
El Premio Noma fue recibido desde un principio con buena acogida. La primera autora premiada, la senegalesa Mariama Bâ por su novela Une si longue lettre, sobre la situación de la mujer en África ha sido traducido a 18 idiomas, incluido el swajili. Uno de los temas clave de la novela fue la condición femenina en África.
El premio fue distinguido por la UNESCO en 2003 y auspiciado desde entonces.

## Ganadores
- 1980 : Mariama Bâ (Senegal), Une si longue lettre (novela)
- 1981 : Felix C. Adi (Nigeria), Health Education for the Community
- 1982 : Meshack Asare (Ghana), The Brassman’s Secret (literatura juvenil)
- 1983 : Austin N.E. Amissah (Ghana), Criminal Procedure in Ghana
- 1984 : (ex-aequo) Gakaara wa Wanjau (Kenia), Mesandiki wa Mau Mau Ithaamirio-in (Recuerdos de prisión) y Njabulo Ndebele (Sudáfrica), Fools and other stories
- 1985 : Bernard Nanga (Cameroun), La Trahison de Marianne, Nouvelles Éditions africaines, Dakar 1984 (novela)
- 1986 : António Jacinto (Angola), Sobreviver em Tarrafal de Santiago (poesía)
- 1987 : Pierre Kipré (Costa de Marfil), Villes de Côte d’Ivoire (1893–1940)
- 1988 : Luli Callinicos (Sudáfrica), Working Life. Factories, Townships, and Popular Culture on the Rand (1886–1940)
- 1989 : Chenjerai Hove (Zimbabue), Bones (novela), 1990
- 1990 : Francis Wilson et Mamphela Ramphele (Sudáfrica), Uprooting Poverty: The South African Challenge
- 1991 : Niyi Osundare (Nigeria), Waiting Laughters (poesía)
- 1992 : (ex-aequo) Souad Khodja (Argelia), A comme Algériennes et Charles Mungoshi (Zimbabue) One Day, Long Ago. More Stories from a Shona Childhood (literatura juvenil)
- 1993 : Mongane Wally Serote (Sudáfrica), Third World Express (poesía)
- 1994 : Paul Tiyambe Zeleza (Malaui) A Modern Economic History of Africa. Volume 1: The Nineteenth Century, CODESRIA, Dakar 1993[9]
- 1995 : Marlene van Niekerk (Sudáfrica), Triomf (novela)
- 1996 : Kitia Touré (Costa de Marfil), Destins parallèles (novela)
- 1997 : Albert Adu Boahen (Ghana), Mfantsipim and the Making of Ghana: A Centenary History (1876–1976)
- 1998 : Peter Adwok Nyaba (Sudán), The Politics of Liberation in South Sudan: An Insider’s View
- 1999 : Djibril Samb (Senegal), L’Interprétation des rêves dans la région sénégambienne.[10]
- 2000 : Kimani Njogu et Rocha Chimera (Kenia), Ufundishaji wa Fasihi: Nadharia na Mbinu
- 2001 : Abosede Emanuel (Nigeria), Odun Ifa (Festival d'Ifa)
- 2002 : Hamdi Sakkut (Egipto), The Arabic Novel: Bibliography and Critical Introduction (1865–1995)
- 2003 : Elinor Sisulu (Sudáfrica), Walter and Albertina Sisulu. In Our Lifetime (biografía)
- En 2004, el jurado decidió no atribuir el premio pero estableció una mención especial a cuatro obras: 
  - Njabulo Ndebele (Sudáfrica), The Cry of Winnie Mandela (novela)
  - Brett Bailey (Sudáfrica), The Plays of Miracle and Wonder (teatro)
  - Tunde Lawal-Solarin (Nigeria), Lanre and the Queen of the Stream (literatura juvenil)
  - Adeboye Babalola et Olugboyega Alaba (Nigeria), A Dictionary of Yoruba Personal Names
- 2005 : Werewere-Liking Gnepo (Camerún), La mémoire amputée (novela)
- 2006 : Lebo Mashile (Sudáfrica), In a Ribbon of Rhythm (poesía)
- 2007 : Shimmer Chinodya (Zimbabue), Strife (novela)
- 2008 : Zachariah Rapola (Sudáfrica), Beginnings of a Dream (nouvelles)
- 2009 : Sefi Atta (Nigeria), Lawless and Other Stories [11]